# 8 Foot Sativa
8 Foot Sativa est un groupe de metal néo-zélandais, originaire d'Auckland. Formé en 1998, le groupe participe à de nombreuses tournées et joue aux côtés d’autres groupes comme Fear Factory, Soulfly, Korn, Slipknot, System of a Down, Children of Bodom, Disturbed, Motörhead, Pungent Stench, Shihad et Corrosion of Conformity,. Leur plus célèbre single s'intitule 8 Foot Sativa, qui atteint la première place sur M2, une émission musicale néo-zélandaise pendant sept mois.
Depuis leur formation, 8 Foot Sativa effectue de nombreux changements dans sa formation. Le nom du groupe évoque des plants de « 8 pieds » de haut de la plante Cannabis sativa.

## Biographie

### Débuts (1998–2002)
8 Foot Sativa est formé lorsque les membres Brent Fox et Gary Smith se rencontrent au Massey High School d'Auckland, en Nouvelle-Zélande. Tous deux partageaient la même passion pour le death metal. Peter « Speed » Young du Kelston Boys' High School rejoint le groupe en tant que batteur. « Fat » Dave, lui, rejoint à la guitare. À leur début, un cover band, qui reprend des musiques de Pantera, Iron Maiden, Judas Priest, Sepultura, Metallica et Slayer. « Fat » Dave ne se présente pas souvent aux répétitions, donc Brent Fox passe de la guitare à la guitare basse. 
Le groupe rencontre son prochain chanteur, Ari. Ari chante les premières musiques du groupe comme Fuel Set, Kick It All Away et Engine. À cette époque le groupe fait la rencontre de Justin 'Jackhammer' Niessen. Niessen est connu par nombre de fans de 8 Foot Sativa pour chanter jusqu'à en faire un malaise ; c'est ce qu'il s'est passé lorsqu'il a chanté Destined to be Dead lors d'une soirée. NZMusician.com explique que ce malaise aurait été causé par « un souffle court et un manque d'entrainement vocal ».

### Hate Made MeetSeason For Assault(2002–2003)
En 2002, 8 Foot Sativa fait paraître son premier album studio, Hate Made Me, certifié disque d'or en Nouvelle-Zélande avec 7 500 exemplaires vendus. Peu après la parution de Hate Made Me, Young quitte le groupe, à la suite de différends musicaux. Il est remplacé par le batteur de Sinate (en), Sam Sheppard. Cet album présente probablement le titre connu et éponyme du groupe 8 Foot Sativa. Il apparaît également dans un épisode de Monster Garage. 
En 2003, 8 Foot Sativa fait paraître son deuxième album studio Season For Assault, qui remporte presque une certification en disque d'or. L'album présente les titres célèbres Chelsea Smile et Season For Assault.

### Breed the Pain(2005)
Avec un nouveau chanteur, 8 Foot Sativa publie son troisième album Breed the Pain en 2005. Il est enregistré au Studio Underground en Suède. Matt Sheppard écrit six chansons sur l'album, et sa compagne réalise la pochette. Matt et Sam Sheppard quittent 8 Foot Sativa après la tournée Breed the Pain. Ils reforment plus tard leur ancien groupe, Sinate. Ils se joignent à Sean Parkinson, guitariste de 8 Foot Sativa, et Antony « Colonel » Folwell du groupe Reprobate.
Justin « Jackhammer » Niessen tourne temporairement avec le groupe entre le 9 et le 17 septembre, jouant quatre concerts dans les environs. Cette tournée fait aussi participer les nouveaux venus William Cleverdon et Corey Friedlander. Pour la tournée, Niessen et le groupe joue des chansons issues de Hate Made Me et Season for Assault.

### Poison of Ages(2006–2011)
Ben Read, du groupe de death metal néo-zélandais Ulcerate, ancien membre du groupe punk hardcore Kill Me Quickly, se joint au groupe au chant. 8 Foot Sativa, entre de nouveau au Studio Underground pour enregistrer un quatrième album, Poison of Ages. Cependant, Corey Friedlander ne terminera pas les morceaux de batterie. À la place, c'est Steven Westerberg, batteur de Carnal Forge, qui s'en chargera. William Cleverdon quitte le groupe peu après l'album terminé. En mi-2006, William Cleverdon rejoint le groupe à la seconde guitare, et Corey Friedlander quitte le groupe pour des raisons personnelles, et décide de se consacrer à son autre groupe, Final Eve. Jamie Saint Merat, aussi de Ulcerate, vient replacer Friedlander. En octobre 2006, Brent Fox décide de partir, laissant Gary Smith comme seul membre fondateur restant. Fox est remplacé par Rommily Smith.
En janvier 2007, le guitariste William Cleverdon consulte pour une sévère douleur à l'épaule gauche. Il devra alors subir une opération et quitter le groupe. Christian Humphreys, membre de l'autre groupe de Rommily, New Way Home, remplace Cleverdon. L'album Poison of Ages est initialement prévu pour le 6 mai 2006, mais repoussé à cause de défauts contractuels. Gary Smith revient dans le groupe après sa convalescence. Jamie Saint Merat quitte le groupe pour partir ailleurs avec Ulcerate.
8 Foot Sativa, qui travaille sur un album, publie un nouveau single, Sleepwalkers. Le clip de single fait polémique car il y montre des cochons et des poulets tenus en cage, avec un message à la fin « Des milliers d'animaux ont été maltraités pendant le tournage de cette vidéo. » En juillet 2009, le bassiste Romilly Smith quitte le groupe et est remplacé par Steve Boag, d'In Dread Response.
En janvier 2010, 8 Foot Sativa se met en pause. En 2011, Justin « Jackhammer » Niessen se réunit avec le groupe. Gary se met bien mieux de son opération, et 8 Foot Sativa enregistre son cinquième album, avec le guitariste Nik Davies.

### The Shadow Masters(depuis 2012)
8 Foot Sativa entre au Quicksand Studio de Christchurch, en Nouvelle-Zélande au début de 2013 pour leur cinquième album The Shadow Masters. Clint Murphy, du Modern World Studio, produit l'album. The Shadow Masters est publié le 30 août 2013. En janvier 2014, le groupe publie le clip de sa chanson-titre.

## Membres

### Membres actuels
- Justin « Jackhammer » Niessen - chant (2002-2003, 2005, depuis 2011)
- Corey Friedlander - batterie (2005-2006, depuis 2009)
- Nik Davies - guitare (depuis 2011)
- Htims Mor (Rom) - basse (2006-2010, 2011-2012, depuis 2015)
- Gary Smith - guitare (1998-2014, depuis 2017)

### Anciens membres
- Peter « Speed » Young - batterie (1998-2001)
- Sam Sheppard - batterie (2001-2004)
- Matt Sheppard - chant (2003-2004)
- Brent Fox - basse (1998-2006, 2012-2014, 2014–2015)
- Ben Read - chant (2006-2009)

## Discographie

### Albums studio
- 2002 : Hate Made Me
- 2003 : Season for Assault
- 2005 : Breed the Pain
- 2007 : Poison of Ages
- 2013 : The Shadow Masters